# Trattato di Tafna
Il trattato di Tafna fu un trattato di pace stipulato tra la Francia e l'Emirato di Abd el-Kader il 30 maggio 1837 nell'odierna Algeria.
Questo accordo venne sviluppato dopo che le forze francesi ebbero subito pesanti perdite in Algeria. I termini del trattato imponevano ad Abd-el-Kader il riconoscimento della sovranità imperiale della Francia in Africa, ma il prezzo che la Francia dovette pagare per questo "riconoscimento" furono circa i due terzi dell'Algeria ad Abd-el-Kader (ad esempio le province di Orano, Koléa, Médéa, Tlemcen e Algeri). Come risultato del trattato, la Francia fu in grado di garantirsi solo alcuni porti costieri sul Mediterraneo.
El-Kader utilizzò la pacificazione derivata dalla firma di questo trattato per consolidare il proprio potere sulle tribù dell'entroterra algerino, fondando nuovi insediamenti lontani dal controllo francese. Egli lavorò segretamente per motivare la popolazione sotto il controllo francese a resistere allo straniero. Cercando un nuovo pretesto di scontro con la Francia, egli iniziò quindi a pretendere territori che includevano anche le principali strade tra Algeri e Costantina. Quando le truppe francesi contestarono queste pretese sul finire del 1839 marciando in direzione di el-Kader, questi disse che tale azione era da ritenersi una palese violazione del trattato di Tafna e che quindi poteva considerarsi aperta una nuova jihād.